# Tetrablemmidae
Famille
Les Tetrablemmidae sont une famille d'araignées aranéomorphes.

## Distribution

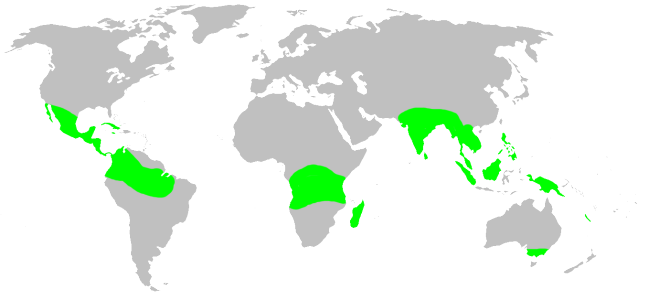
Distribution

Les espèces de cette famille se rencontrent dans les zones tropicales d'Asie, d'Océanie, d'Afrique et d'Amérique.

## Paléontologie
Cette famille est connue depuis le Crétacé.

## Taxonomie
Cette famille rassemble 128 espèces actuelles dans 27 genres.

## Liste des genres
Selon World Spider Catalog (version 18.5, 15/11/2017) :
- Ablemma Roewer, 1963
- Afroblemma Lehtinen, 1981
- Anansia Lehtinen, 1981
- Bacillemma Deeleman-Reinhold, 1993
- Borneomma Deeleman-Reinhold, 1980
- Brignoliella Shear, 1978
- Caraimatta Lehtinen, 1981
- Choiroblemma Bourne, 1980
- Cuangoblemma Brignoli, 1974
- Fallablemma Shear, 1978
- Gunasekara Lehtinen, 1981
- Hexablemma Berland, 1920
- Indicoblemma Bourne, 1980
- Lehtinenia Tong & Li, 2008
- Maijana Lehtinen, 1981
- Mariblemma Lehtinen, 1981
- Matta Crosby, 1934
- Micromatta Lehtinen, 1981
- Monoblemma Gertsch, 1941
- Pahanga Shear, 1979
- Rhinoblemma Lehtinen, 1981
- Shearella Lehtinen, 1981
- Sinamma Lin & Li, 2014
- Singalangia Lehtinen, 1981
- Singaporemma Shear, 1978
- Sulaimania Lehtinen, 1981
- Tetrablemma O. Pickard-Cambridge, 1873

Selon The World Spider Catalog (version 18.0, 2017) :
- †Balticoblemma Wunderlich, 2004
- †Bicornoculus Wunderlich, 2015
- †Brignoliblemma Wunderlich, 2017
- †Cymbioblemma Wunderlich, 2017
- †Electroblemma Selden, Zhang & Ren, 2016
- †Eogamasomorpha Wunderlich, 2008
- †Eoscaphiella Wunderlich, 2011
- †Furcembolus Wunderlich, 2008
- †Longissithorax Wunderlich, 2017
- †Longithorax Wunderlich, 2017
- †Palpalpaculla Wunderlich, 2017
- †Saetosoma Wunderlich, 2012
- †Uniscutosoma Wunderlich, 2015

## Publication originale
- O. Pickard-Cambridge, 1873 : On some new genera and species of Araneida. Proceedings of the Zoological Society of London, vol. 1873, p. 112-129 (texte intégral).